# Passerelle Paul-Couturier
La passerelle Paul-Couturier ou passerelle Saint-Georges est un pont franchissant la Saône à Lyon. Elle porte le nom du prêtre Paul Couturier.

## Histoire
Encore appelé passerelle Saint-Georges, cet ouvrage reliant les quartiers d'Ainay et Saint-Georges est ouvert au public le 21 octobre 1853. Il est constitué d'une travée de 87 m suspendue par des haubans fixés dans des mâts ancrés dans les deux piles placées à 10 m des rives.
Détruite en 1944, la passerelle est reconstruite à l'identique. Le 17 mars 2003, elle est renommée passerelle Paul Couturier en l'honneur de ce prêtre, né à la Guillotière le 29 juillet 1881 et décédé le 29 mars 1953, qui contribua aux échanges interconfessionnels.

## Sources
- Cet article est partiellement ou en totalité issu de l'article intitulé « Ponts de Lyon » (voir la liste des auteurs).